# Pseudonapomyza atratula
Pseudonapomyza atratula är en tvåvingeart som beskrevs av Zlobin 2002. Pseudonapomyza atratula ingår i släktet Pseudonapomyza och familjen minerarflugor.
Artens utbredningsområde är Tunisien. Inga underarter finns listade i Catalogue of Life.